# 潘公弼

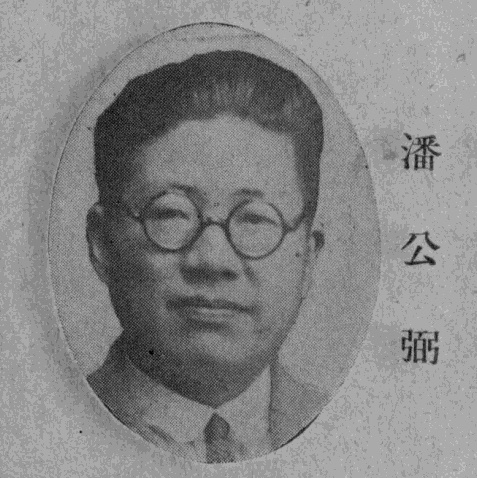

潘公弼（1895年—1961年），江苏省嘉定（今属上海市）人。 著名新闻工作者。

## 生平
1914年（民国3年）赴日本留学，入东京政法学校。在留学期间，与邵飘萍合办东京通讯社，并担任上海《申报》、《时事新报》驻日通讯员。1916年（民国5年）回国，入时事新报馆任编辑。1919年（民国8年）春起在北京任《京报》主笔。因批评北洋政府入狱，报纸被封。释放后重入《时事新报》，先后任总编辑、总经理、总主笔。1921年（民国10年）6月参加创办上海《商报》，任主笔。
1926年(民国15年)起，先后曾在上海国民大学新闻系、上海沪江大学商学院新闻科任教。抗日战争初期，主持《申报》笔政。民国30年（1941年）到新加坡，担任《星洲日报》总主笔。抗日战争胜利后，任中國国民党中央宣傳部东北特派员，创办长春《中央日报》，任社长。1947年(民国36年)赴香港，曾任《国民日报》社长。1951年去台湾，任《中华日报》顾问兼主笔。1961年12月逝世于台湾。